# Slag bij Flores (1592)
De Slag bij Flores of de verovering van de Madre de Deus was een zeeslag die plaatsvond tussen 20 mei en 13 augustus 1592 ter hoogte van het eiland Flores in de Azoren. Het was een onderdeel van de Spaans-Engelse Oorlog (1585-1604).

## Achtergrond
Walter Raleigh kreeg van koningin Elizabeth I van Engeland de opdracht Spaanse en Portugese schepen te kapen. Samen met kapitein John Burgh en Martin Frobisher vertrokken ze uit Dartmouth op 6 mei 1592 richting West-Indië met als doel de zilvervloot te onderscheppen. Walter Raleigh gaf de orders maar voer zelf niet mee. Ter hoogte van Kaap Sint-Vincent, Portugal spiltste de vloot, Frobisher bleef voor anker, John Burgh zette de tocht verder, richting Azoren.

## Verloop
Ter hoogte van de Corvoeilanden kon Burgh een Portugees schip veroveren en onder marteling kon hij informatie inwinnen in verband met de Indiavaart. Een van deze schepen was de Madre de Deus, die terugkeerde van zijn tweede reis naar India en beladen met goederen op weg was naar Lissabon.
Op 3 augustus viel Burgh aan, hij wilde kost wat kost dat de Madre de Deus, het grootse schip van zijn tijd, niet door sabotage aan de grond liep of in brand werd gestoken. Een man-tegen-mangevecht volgde. Om tien uur 's avonds werd het schip geënterd en werd de voorraad door de Engelse bemaning geplunderd. Nadien werd de Madre de Deus hersteld en naar Engeland gesleept. 

## Vervolg
Begin september bereikte het gigantisch schip Het Kanaal. Onder de rijkdommen die door het schip Madre de Deus werden vervoerd, bevonden zich kisten vol parels en kostbare juwelen, gouden en zilveren munten, barnsteen, rollen stof van de hoogste kwaliteit, wandtapijten, 425 ton peper, 45 ton kruidnagel, 35 ton kaneel, 25 ton cochenille, 15 ton ebbenhout, 3 ton nootmuskaat en 2,5 ton Benjamin (een aromatische hars die wordt gebruikt in parfums en medicijnen). Er was ook wierook, zijde, damast, gouden stof, Chinees porselein, slagtanden van olifanten, naast andere items. Ten slotte en misschien wel de grootste schat die de Engelsen verwierven: een document dat in 1590 in Macau werd gedrukt en dat waardevolle informatie bevatte over de Portugese handel in China en Japan.
Het Portugese schip dat drie keer zo groot als het grootste Engelse schip, meerde niet ongemerkt aan. Allerlei kooplieden, dieven en nieuwsgierigen kwamen van kilometers ver naar de haven. Mensen bezochten het drijvende kasteel en zochten in de omliggende winkels en tavernes naar dronken zeelieden, van wie ze de gestolen schatten konden meenemen. Slecht dertig procent van de waar kwam in handen van de koningin en de geldschieters.

## Resultaat
Bewust van de enorme rijkdommen die er in het Oosten te verwerven waren, stichtten de Engelsen enkele jaren later de Britse Oost-Indische Compagnie. Er werden ook maatregelen genomen opdat de matrozen in de toekomst niet meer met de buit zouden gaan lopen.